# Sydkoreas riksvapen
Sydkoreas riksvapen togs i bruk 1963, och föreställer taiji omgiven av kronblad från Sydkoreas nationalblomma frilandshibiskus – en blomma som växer över hela Korea och som symboliserar styrka och uthållighet. Röd och blå tillsammans med gul är traditionella koreanska färger. Texten nederst lyder "Republiken Korea" (Daehan Minguk).